# Im Hölken

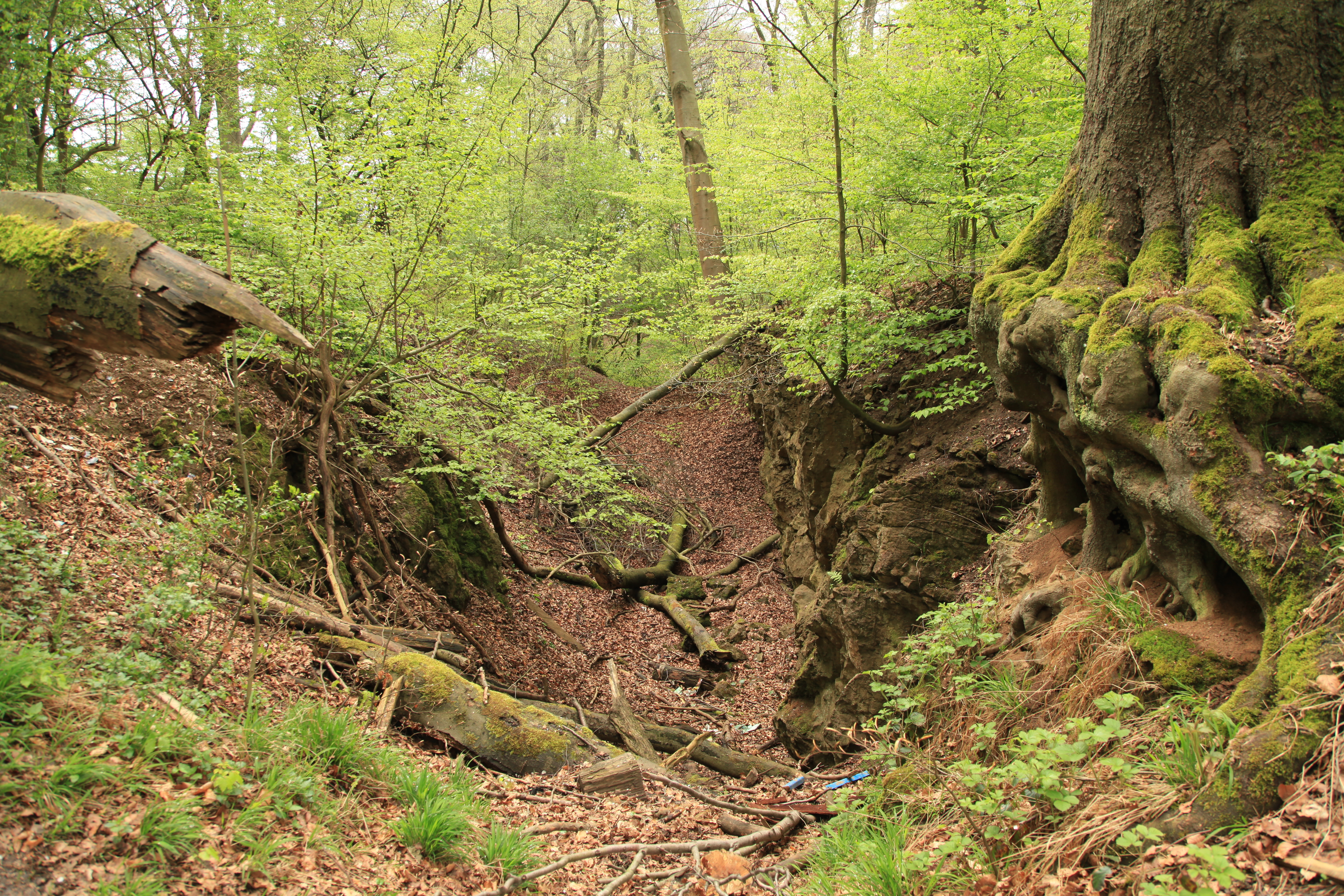
Dolinengelände Im Hölken

Im Hölken ist ein im Stadtbezirk Langerfeld-Beyenburg im Osten von Wuppertal liegendes bewaldetes Naturschutzgebiet. Sein offizieller Name ist „Dolinengelände Im Hölken“. Das Gebiet trägt den gleichen Namen wie eine nahe Ortsstraße und einen ähnlichen Namen wie Hölker Feld, eine  Straße im nahen Industriegebiet Nächstebreck. Hölker Feld ist eine Flurbezeichnung und der Name eines ehemaligen Bauernhofes. Geschützt sind die im Gebiet noch vorhandenen Massenkalk-Dolinen  und sein Kalkbuchenwald.
Es wurde am 29. Januar 1938 erstmals als Naturschutzgebiet ausgewiesen und am 29. März 2005 im Rahmen des Landschaftsplans Wuppertal-Nord in der Gültigkeit erneuert.

## Topologie
Das Naturschutzgebiet besteht aus drei benachbart liegenden Flächen und umfasst zusammen acht Hektar. Die nördlichste Fläche hat zusammen mit der zweiten kleineren Fläche einen nahezu quadratischen Umriss. Unterbrochen werden die beiden Flächen von nordnordwestlicher Richtung kommend bis nach Süden von der heute nicht mehr genutzten Bahnstrecke Wuppertal-Wichlinghausen–Hattingen.
An die südwestliche Spitze anstoßend liegt die dritte Fläche des Naturschutzgebiets, diese Fläche wird von der Straße Im Hölken aus westlicher Richtung bis zur südöstlichen Ecke der Fläche durchquert.

## Etymologie
Der etymologische Ursprung der alten Ortsbezeichnung Im Hölken kommt von der Gutsbezeichnung „tom Holkyne“, die 1401 in einem Lehnsbrief des Grafen von der Recke-Volmestein erwähnt ist, als Goebel von Koethusen vom Junker Johann von Volmarstein das Gut (Hof Hölken) „thon Holekyne“ als Lehen empfing. Im Adressbuch taucht der Name erstmals 1923 auf, ein genaues Benennungsdatum ist nicht bekannt. Zur Entstehung des Namens gibt es zwei Theorien: Hölken, ist aus „Höltken“ = Hölzchen (kleiner Wald) entstanden, oder der erste Namensbestandteil stammt von „Hohl“, dies in der Bedeutung von Höhlung oder Mulde im Gelände.

## Naturschutzgebiet
Das Naturschutzgebiet wurde vom Land Nordrhein-Westfalen eingerichtet für die Erhaltung und Entwicklung des Biotops als Refugial- und Regenerationsraum für an Kalkbuchenwälder gebundene Tier- und Pflanzenarten sowie den Erhalt und die Entwicklung des Strukturreichtums im Wald aus Althölzern mit hohem Bestand aus Totholz und reicher Kraut- und Strauchschicht. Weiter erstreckt sich der Schutz auf die besondere Eigenart des Gebietes mit seinen Dolinen im Massenkalk und ist damit aus erdgeschichtlichen und geologischen Gründen erhaltenswert.
Das Gebiet ist auch Teil des Geopfades, eines Geologie-Lehrpfads bzw. Wanderwegs.